# Elio Calcabrini
Elio Calcabrini (Cisterna di Latina, 4 marzo 1947) è un ex pugile italiano, campione italiano ed europeo dei pesi medi.

## Carriera
Elio Calcabrini inizia l'attività pugilistica alternandola a quella di muratore. Sale sul ring per la prima volta, da professionista, il 29 marzo 1969, ad Aprilia ed è sconfitto per squalifica alla prima ripresa da Bruno Raffaelli. Il 13 febbraio 1971, a Roma, perde ai punti dall'ex campione d'Italia Mario Lamagna.
Dopo una serie di combattimenti non particolarmente esaltanti (13 vittorie, 6 sconfitte e 2 pari), viene designato sfidante al titolo italiano dei pesi medi detenuto da Sauro Soprani. Il 1º agosto 1973, sul ring di Modigliana, diventa Campione italiano, sconfiggendo l'avversario per ko tecnico all'ottava ripresa.
Il chiaro successo convince l'EBU ad opporre Calcabrini al britannico di origine giamaicana Bunny Sterling, per il titolo europeo lasciato vacante dal danese Tom Bogs. Il 7 novembre 1973, a Sanremo, il pugile di Cisterna conquista la cintura continentale dei pesi medi, ai punti in quindici riprese, sia pur con un verdetto discusso. La Commissione pugilistica inglese
di controllo, infatti, chiederà all'EBU di non designare più l'arbitro francese Paul Talleyrach, per dirigere incontri di pugili britannici valevoli per il titolo europeo.
Lascia il titolo nelle mani del francese Jean-Claude Bouttier, il 4 marzo 1974, a Parigi, per getto della spugna alla dodicesima ripresa. Batte l'ex campione italiano Domenico Tiberia per ko tecnico alla settima ripresa. Consegue un'onorevole sconfitta ai punti a Vienna dall'ex Campione d'Europa dei pesi welter Johann Orsolics.
Grazie a tali risultati ottiene nuovamente la chance di combattere per il titolo italiano. Il 15 settembre 1976, a Mestre, tuttavia, è sconfitto ai punti in dodici riprese dal detentore Mario Romersi.
Conclude la carriera con una sconfitta il 9 ottobre 1976, a Copenaghen, contro il danese Poul Knudsen, ai punti in otto riprese.